# Премия имени Анатолия Лысенко
"Просветитель. Созидатель. Творец" - ежегодная премия имени Анатолия Григорьевича Лысенко, вручаемая фондом его имени.
Премия учреждена в 2024 году Фондом поддержки культурных и просветительских проектов «Фонд Анатолия Лысенко». Со слов организаторов, премия призвана отмечать и поощрять деятелей в области культуры, искусства, медиа и просветительской деятельности за выдающиеся достижения и неизмеримый вклад в поддержку и развитие будущих поколений. Одна из декларируемых целей премии - привлечение внимания к культурному наследию России, его популяризации и сохранению для будущих поколений. Вручение премии приурочено ко дню рождения Анатолия Григорьевича Лысенко – 14 апреля.

## Номинации премии
Премия «За личный вклад» в области культуры, просвещения и медиа вручается 1 (одному) лауреату за сохранение и продвижение  высоких стандартов  профессионализма, за вклад в общественно значимые проекты и популяризацию культурного наследия,  за формирование благоприятной среды для самореализации молодежи и создание возможностей для активной интеграции в культурную и просветительскую деятельность общества, за помощь и поддержку в развитии талантов и творческих способностей молодежи.
Премия «За достижения» в области культуры, просвещения и медиа вручается 4 (четырем) лауреатам – молодым талантливым людям, продемонстрировавшим яркие результаты своей профессиональной деятельности, за креативные решения и нестандартный подход в реализации проектов в области культуры, просветительства, медиасферы и журналистики, за разработку оригинальных проектных идей инновационного и прорывного характера для решения общественно значимых проблем.
Премия «За меценатство» в области культуры, просвещения и медиа вручается 1 (одному) лауреату за неизменную всестороннюю благотворительную поддержку деятельности в области культуры, искусства, просветительства, развития медиаиндустрии, журналистики, за сохранение и развитие культурных ценностей и обогащение культурной и общественной жизни, сохранение объектов культурного и исторического наследия.

## Экспертный совет премии
Члены экспертного совета премии и руководство фонда выдвигают предложения по номинантам по каждой номинации. Лауреаты премии определяются большинством голосов.

## Статуэтка премии
Автором статуэтки Премии выступил Георгий Вартанович Франгулян, скульптор, народный художник России.
Скульптурная композиция «Динозавр телевидения» — это символ, передающий образ выдающегося телевизионного деятеля. По утверждению организаторов, «Композиция передает образ телевизионного деятеля, который стоит на фундаментальной культурной основе, а за спиной у него книги, как багаж знаний, символ просветителя, созидателя и творца.»

## Руководство Фонда
Попечительский совет Фонда возглавляет Марьяна Анатольевна Лысенко. Председатель Президиума Фонда, генеральный директор  - Изабелла Ашотовна Пашинян. 